# ناحیه صنعتی کمشچه
ناحیه صنعتی کمشچه روستایی در دهستان برخوارشرقی بخش حبیب‌آباد شهرستان برخوار استان اصفهان ایران است.

## جمعیت
بر پایه سرشماری عمومی نفوس و مسکن در سال ۱۳۹۵ جمعیت این مکان ۷ نفر (۵خانوار) بوده‌است.